# Boomgaardvuurzwam
De boomgaardvuurzwam (Phellinus tuberculosus) is een schimmel behorend tot de familie Hymenochaetaceae die voornamelijk groeit op prunussoorten. Meestal groeit hij aan de onderkant van takken van fruitbomen (kers, appel, peer) in boomgaarden, plantsoenen en open bossen. De zwam is een necrofiele parasiet. Hij doodt de boom en leeft als parasiet op het dode hout. De zwam groeit van binnenuit waardoor hij lang niet zichtbaar is. Hij veroorzaakt witrot.

## Kenmerken
De zwam heeft een meerjarig vruchtlichaam, wat betekent dat de hoed jarenlang doorgroeit. Het vruchtlichaam is opgebouwd uit verschillende lagen met buisjes. De diameter is 3-10 cm en de dikte 1-3 cm. Vruchtlichamen die volledige plat zijn of hoedvormig komen minder vaak voor. Hij groeit vaak uit tot een kussenvorm, bedekt met een gladde, matte, rood-bruine korst. Ze kunnen groen uitslaan van kleur door algen die erop groeien. De rand van de vruchtlichamen is bol en grijs tot kaneelbruin. Het poriënoppervlak met ca. 4-5 afgeronde poriën per mm² is jong en kaneelbruin in de groeizone, grijsbruin in oudere vruchtlichamen. De 2-3 mm lange buizen zijn gelaagd in oudere vruchtlichamen. Het kurkachtige trama is roestbruin van kleur.
De sporenprint is wit.

## Verspreiding
In Nederland kwam de soort eerst zeldzaam voor, maar is in opmars waardoor in 2020 de status algemeen is. Hij staat op de rode lijst in de categorie 'Kwetsbaar'. Deze zwam is een soort die het hele jaar is waar te nemen.